# Pir, Satu Mare

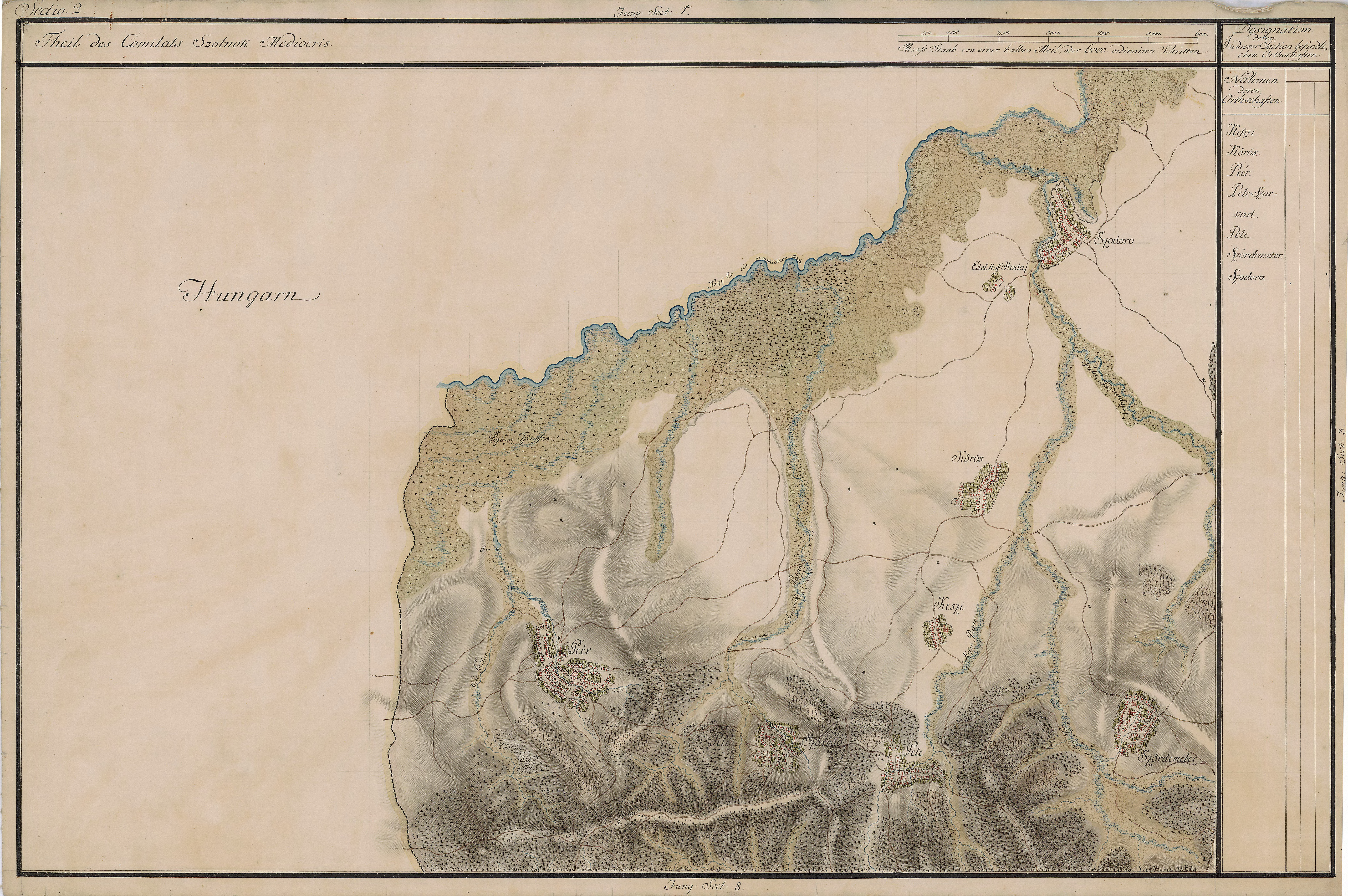
Pir în Harta Iosefină a Transilvaniei, 1769-73

Pir (maghiară Szilágypér, germană Perau, Pirr, Pir, Pern, Perl) este satul de reședință al comunei cu același nume din județul Satu Mare, Transilvania, România.